# Communauté de communes de la Gascogne Toulousaine
Die Communauté de communes de la Gascogne Toulousaine ist ein französischer Gemeindeverband mit der Rechtsform einer Communauté de communes in den Départements Gers und Haute-Garonne in der Region Okzitanien. Sie wurde am 21. Dezember 2009 gegründet und umfasst 13 Gemeinden. Der Verwaltungssitz befindet sich im Ort L’Isle-Jourdain.

## Historische Entwicklung
Am 1. Mai 2023 trat die Gemeinde Fontenilles aus dem Gemeindeverband aus und schloss sich gleichzeitig dem Gemeindeverband Le Grand Ouest Toulousain an.

## Mitgliedsgemeinden
| Gemeinde                                          | Einwohner 1. Januar 2022 | Fläche km² | Dichte Einw./km² | Code INSEE | Postleitzahl |
| ------------------------------------------------- | ------------------------ | ---------- | ---------------- | ---------- | ------------ |
| Auradé                                            | 676                      | 21,32      | 32               | 32016      | 32600        |
| Beaupuy                                           | 212                      | 6,54       | 32               | 32038      | 32600        |
| Castillon-Savès                                   | 335                      | 11,96      | 28               | 32090      | 32490        |
| Clermont-Savès                                    | 402                      | 5,10       | 79               | 32105      | 32600        |
| Endoufielle                                       | 516                      | 17,10      | 30               | 32121      | 32600        |
| Frégouville                                       | 359                      | 12,32      | 29               | 32134      | 32490        |
| L’Isle-Jourdain                                   | 9.499                    | 70,48      | 135              | 32160      | 32600        |
| Lias                                              | 778                      | 10,67      | 73               | 32210      | 32600        |
| Marestaing                                        | 349                      | 8,46       | 41               | 32234      | 32490        |
| Monferran-Savès                                   | 802                      | 24,68      | 32               | 32268      | 32490        |
| Pujaudran                                         | 1.708                    | 17,41      | 98               | 32334      | 32600        |
| Razengues                                         | 250                      | 4,35       | 57               | 32339      | 32600        |
| Ségoufielle                                       | 1.174                    | 5,24       | 224              | 32425      | 32600        |
| Communauté de communes de la Gascogne Toulousaine | 17.060                   | 215,63     | 79               | –          | –            |